# Hypovoria cauta
Hypovoria cauta är en tvåvingeart som beskrevs av Townsend 1926. Hypovoria cauta ingår i släktet Hypovoria och familjen parasitflugor. Inga underarter finns listade i Catalogue of Life.